# Мокомокаи
Мокомокаи (маори mokomokai) — высушенные головы маори, коренных жителей Новой Зеландии, лица которых украшены традиционной татуировкой моко. В начале XIX века, во время Мушкетных войн, были ценным предметом торговли: маори продавали такие головы европейцам в обмен на огнестрельное оружие, использовавшееся в межплеменных конфликтах. С конца XX века в Новой Зеландии развёрнута кампания по возвращению в страну мокомокаи, находящихся за её пределами.
Само слово «мокомокаи» происходит от терминов моко (татуировка) и мокаи (mōkai, раб); изначально оно имело более узкий смысл.

## Моко

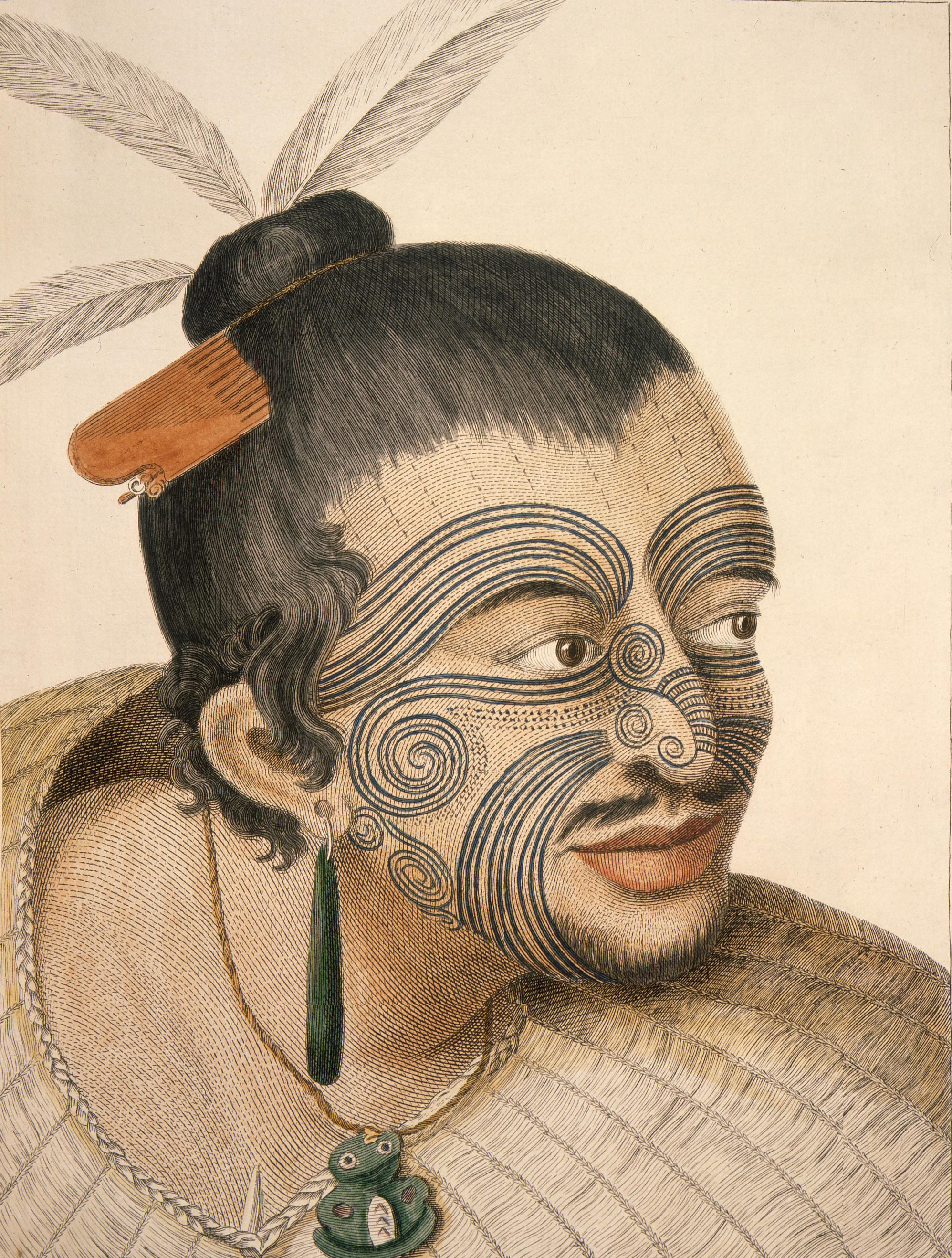
Вождь маори с татуировкой та-моко на лице

Татуировки на лице были традиционным элементом маорийской культуры вплоть до середины XIX века, когда эта традиция постепенно начала исчезать. В доевропейском маорийском обществе они отражали высокий социальный статус носителя. Традиционно только у мужчин лицо подвергалось полному татуированию; у женщин татуировки делались на губах и подбородке.
Каждая татуировка была уникальной в своём роде и содержала в себе информацию о ранге, племени, происхождении, профессии и подвигах человека. Как правило, изготовление татуировки стоило дорого, поэтому её могли позволить себе только вожди или отличившиеся воины. Более того, само искусство татуировки, как и лица, их делавшие, считались табу, то есть почитались как нечто священное, требовавшее соблюдение особого ритуала.
Джеймс Кук, впервые описавший та-моко, привёз несколько татуированных голов с собой в Европу.

## Мокомокаи

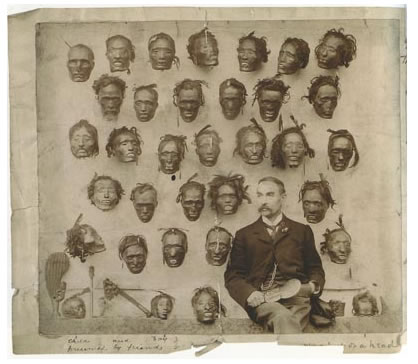
Коллекция мокомокаи, собранная британским офицером Робли

Когда умирал человек, на лице которого имелись татуировки та-моко, ему обычно отрезали голову для её сохранения. Для этого удалялись мозг и глаза, а все имевшиеся отверстия закладывались льняным волокном, резиной или бумажной массой. После этого голову варили или держали на пару́ в специальной печи, а затем коптили на открытом огне и оставляли сушиться на солнце в течение нескольких дней. После высушивания голова обрабатывалась жиром печени акулы. Затем головы хранились в семьях покойных в резных коробках. Извлекались мокомокаи только во время важных религиозных ритуалов.
Сохранению также подвергались головы враждебных вождей, убитых в сражениях. Эти мокомокаи, считавшиеся ценным военным трофеем, выставлялись напоказ на мараэ. Кроме того, они играли важную роль во время ведения переговоров между воюющими племенами: возврат и обмен мокомокаи был обязательным условием установления мира.

## Мушкетные войны
Первым европейцем, в чьи руки попали мокомокаи, стал в 1770 году мореплаватель Джеймс Кук: его матрос Джеймс Баскин принёс на борт голову 14-летнего мальчика. Однако точные сведения о том, имелись ли на этой голове татуировки или нет, отсутствуют. В 1811 году в Сиднее уже имелись в продаже похищенные европейцами мокомокаи. Фактическая торговля мокомокаи началась в 1820-е годы, когда принявший от европейцев христианство маорийский вождь Хонги посетил Англию. Татуировки вождя маори привлекли большое внимание англичан, а король удостоил его множеством подарков. На обратном пути Хонги обменял в Сиднее эти дары на оружие, которое в итоге привёз с собой в Новую Зеландию.
С началом частых появлений на островах Новой Зеландии в первой половине XIX века европейских колонистов те племена маори, которые контактировали с европейскими мореплавателями, торговцами и поселенцами, получили доступ к огнестрельному оружию, а вместе с ним и военное преимущество над своими соседями. Всё это вызвало ожесточённые мушкетные войны между различными племенными группами с целью мести, захвата рабов и земель и по другим причинам; всего в ходе конфликта погибло около 20 тысяч маори из общей их численности в 100 тысяч. Именно в ходе этих войн мокомокаи стали предметом довольно активной торговли и охотно покупались в обмен на огнестрельное оружие и боеприпасы выходцами из Европы и Америки для музеев, а также частных коллекций.
Острая потребность в огнестрельном оружии побуждала племена маори к совершению многочисленных рейдов на своих соседей с целью получения мокомокаи. Кроме того, местные жители прибегали к татуированию рабов и пленных, головы которых после убийства и высушивания обменивали на оружие. Пик торговли головами относится к 1820—1831 годам, когда происходили самые ожесточённые сражения и племена, не имевшие огнестрельного оружия, стремились спешно обзавестись европейскими ружьями. Крайне нуждаясь в огнестрельном оружии, в обмен на него маори поставляли европейским торговцам всё, что они могли продать, в том числе мокомокаи. В 1831 году губернатор Нового Южного Уэльса объявил запрет на торговлю головами за пределами Новой Зеландии, а в течение 1830-х годов потребность в огнестрельном оружии на островах в связи с насыщением рынка снизилась. К 1840 году, когда был заключён Договор Вайтанги, а Новая Зеландия стала британской колонией, экспортная продажа мокомокаи фактически прекратилась. Одновременно среди самих маори начала угасать традиция мокомокаи, хотя незначительная торговля головами продолжалась в течение ещё нескольких лет.

## Коллекция Горацио Робли
Майор-генерал Горацио Гордон Робли был британским офицером и художником, служившим в Новой Зеландии во время Новозеландских земельных войн в 1860-х годах. Он увлекался этнологией и заинтересовался искусством нанесения татуировок, будучи при этом сам талантливым иллюстратором. Его перу принадлежит признанная впоследствии классической работа по тематике моко — «Moko; or Maori Tattooing», впервые изданная в 1896 году. К моменту своего возвращения в Англию он собрал получившую известность коллекцию из 35 (или 40) мокомокаи, которую затем предложил приобрести новозеландскому правительству. После того как это предложение было отклонено, большая часть коллекции была продана Американскому музею естественной истории за 1250 фунтов стерлингов.

## Возвращение мокомокаи на родину
В конце XX века была развёрнута кампания по возвращению на родину сотен мокомокаи, хранящихся в частных коллекциях и музеях по всему миру, с целью передачи их родственникам или в Музей Новой Зеландии с целью хранения, но не выставки. Эта кампания имела определённый успех, хотя множество мокомокаи по-прежнему остаются за пределами Новой Зеландии, а усилия по их возвращению продолжаются. Многие музеи опасаются возвращать все мокомокаи, однако не возражают против возвращения конкретных экземпляров. Захоронение голов часто называется недопустимым, поскольку исключает возможность совершения новых открытий в области искусства мокомокаи, однако многие этнологи не разделяют эту точку зрения.